# Act I: The Lake South, The River North
| Críticas profissionais | Críticas profissionais |
| Avaliações da crítica  | Avaliações da crítica  |
| Fonte                  | Avaliação              |
| ---------------------- | ---------------------- |
| AbsolutePunk           | (88%)                  |
| Ultimate Guitar        | [ 2 ]                  |

Act I: The Lake South, the River North é o álbum de estréia da banda americana de rock progressivo The Dear Hunter.  Foi lançado em 26 de Setembro de 2006 pela gravadora Triple Crown Records. Mixado por Claude Zdanow.
Esse álbum é a primeira parte de uma história dividida em seis atos. Act I trata-se da concepção e nascimento do personagem principal conhecido somente como "The Dear Hunter" ou como "The Boy" por uma prostituta de nome Ms. Terri. A história conta a infância do personagem principal e os desafios de sua mãe, que tenta criá-lo de forma que ele não descubra sobre seu passado e sua profissão.

## Faixas
| N.º            | Título                         | Duração |  |
| 1.             | "Battesimo del Fuoco"          | 1:55    |  |
| 2.             | "The Lake South"               | 1:43    |  |
| 3.             | "City Escape"                  | 5:54    |  |
| 4.             | "The Inquiry of Ms. Terri"     | 5:55    |  |
| 5.             | "1878"                         | 7:01    |  |
| 6.             | "The Pimp and the Priest"      | 5:58    |  |
| 7.             | "His Hands Matched His Tongue" | 5:58    |  |
| 8.             | "The River North"              | 4:02    |  |
| Duração total: | Duração total:                 | 38:26   |  |

## Pessoal[4]

### The Dear Hunter
- Casey Crescenzo – vocais, guitarra, baixo, teclado, produção
- Nick Crescenzo – Bateria

### Membros Adicionais
- Judy Crescenzo – vocais adicionais em "City Escape" e "The Inquiry of Ms. Terri"
- Phil Crescenzo – órgão em "1878"
- Tom Neeson – trompete
- Dan Nigro – vocais adicionais em "1878"